# Rockau (Dresden)

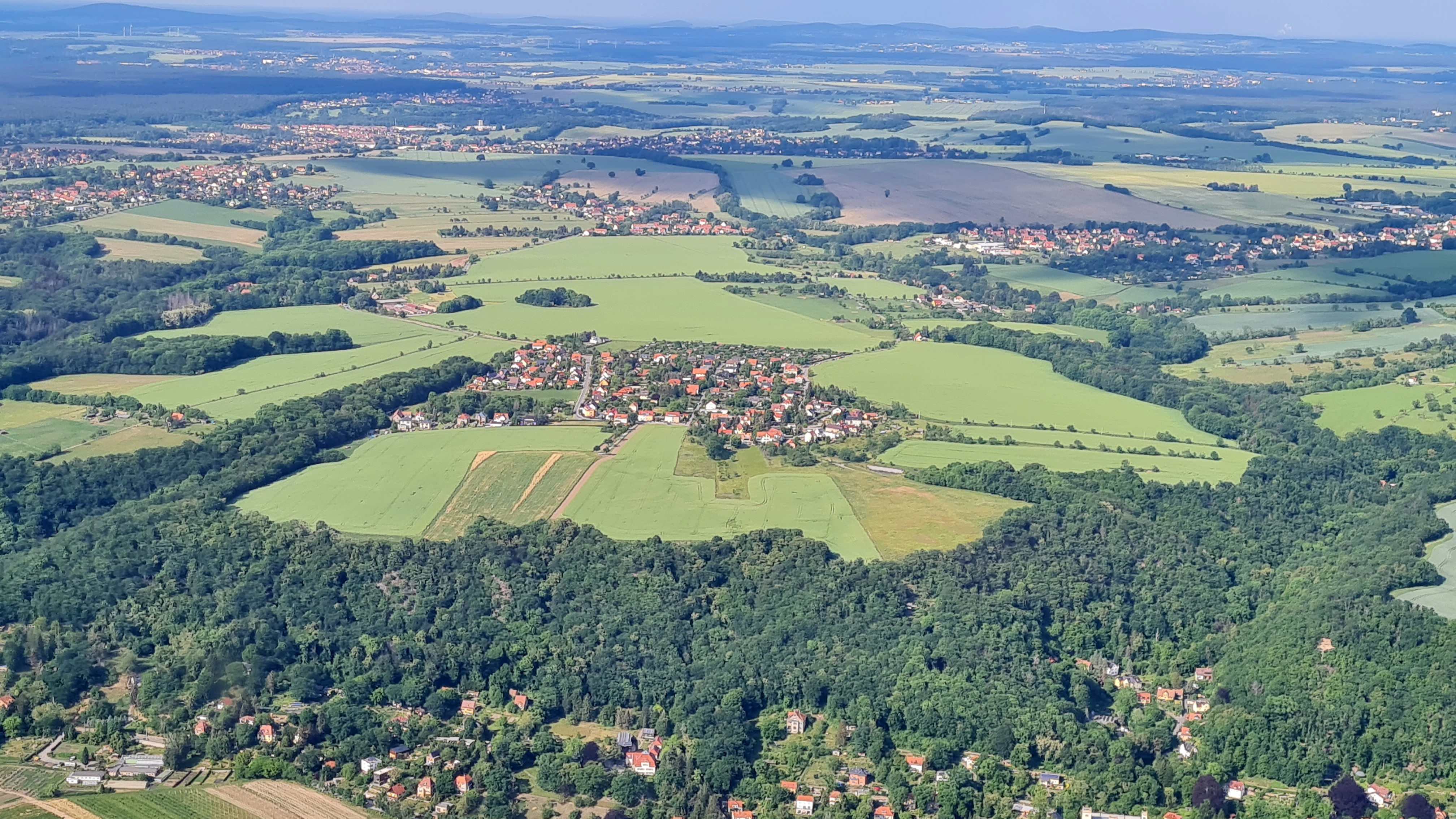
Luftbild von Rockau

Rockau ist ein Ortsteil im Osten der sächsischen Landeshauptstadt Dresden. Er befindet sich in der Gemarkung Helfenberg und gehört zur Ortschaft Schönfeld-Weißig.

## Geografie

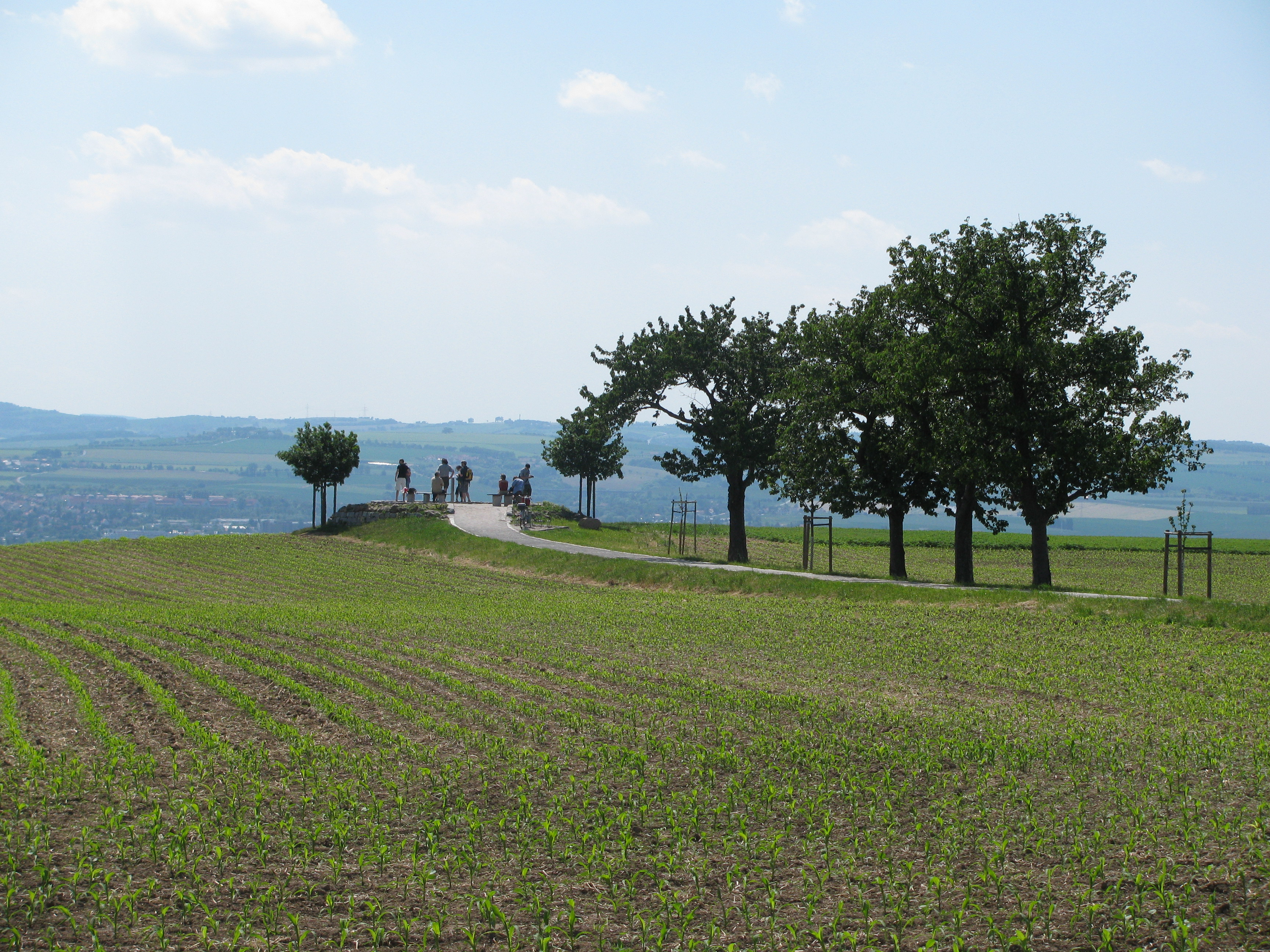
Aussichtspunkt „Sachsens Hiefel“ mit Göhlert-Eichen

Rockau liegt 9 km östlich des Dresdner Stadtzentrums, der Inneren Altstadt, am südwestlichen Rand des Schönfelder Hochlands. Die Ortslage in einer Höhe von etwa 260 m ü. NN übertrifft die Talsohle der nur in reichlich 1 km Entfernung verlaufenden Elbe deutlich. Die Dresdner Elbhänge, die den Steilabfall in den Elbtalkessel bilden, liegen nur 500 m weiter südwestlich und begrenzen den Ortsteil ebenso wie der Helfenberger Grund nach Nordwesten und der Keppgrund nach Südosten. Nach Nordosten hin fehlt eine solche natürliche Grenze; vielmehr markiert die landwirtschaftlich genutzte Hochfläche den Übergang nach Helfenberg und Eichbusch. Auf diesem halbinselförmig herausragenden Hochplateau liegt Rockau recht zentral und nahe dem Eingang in ein kleines Seitental des Helfenberger Grunds. Direkt nordwestlich von Rockau nimmt außerdem die Kucksche, ein durch den Preßgrund fließender Bach, ihren Anfang. Vom als Sachsens Hiefel bezeichneten Aussichtspunkt auf der Rockauer Höhe aus blickt man über Dresden hinweg bis zum Osterzgebirge.

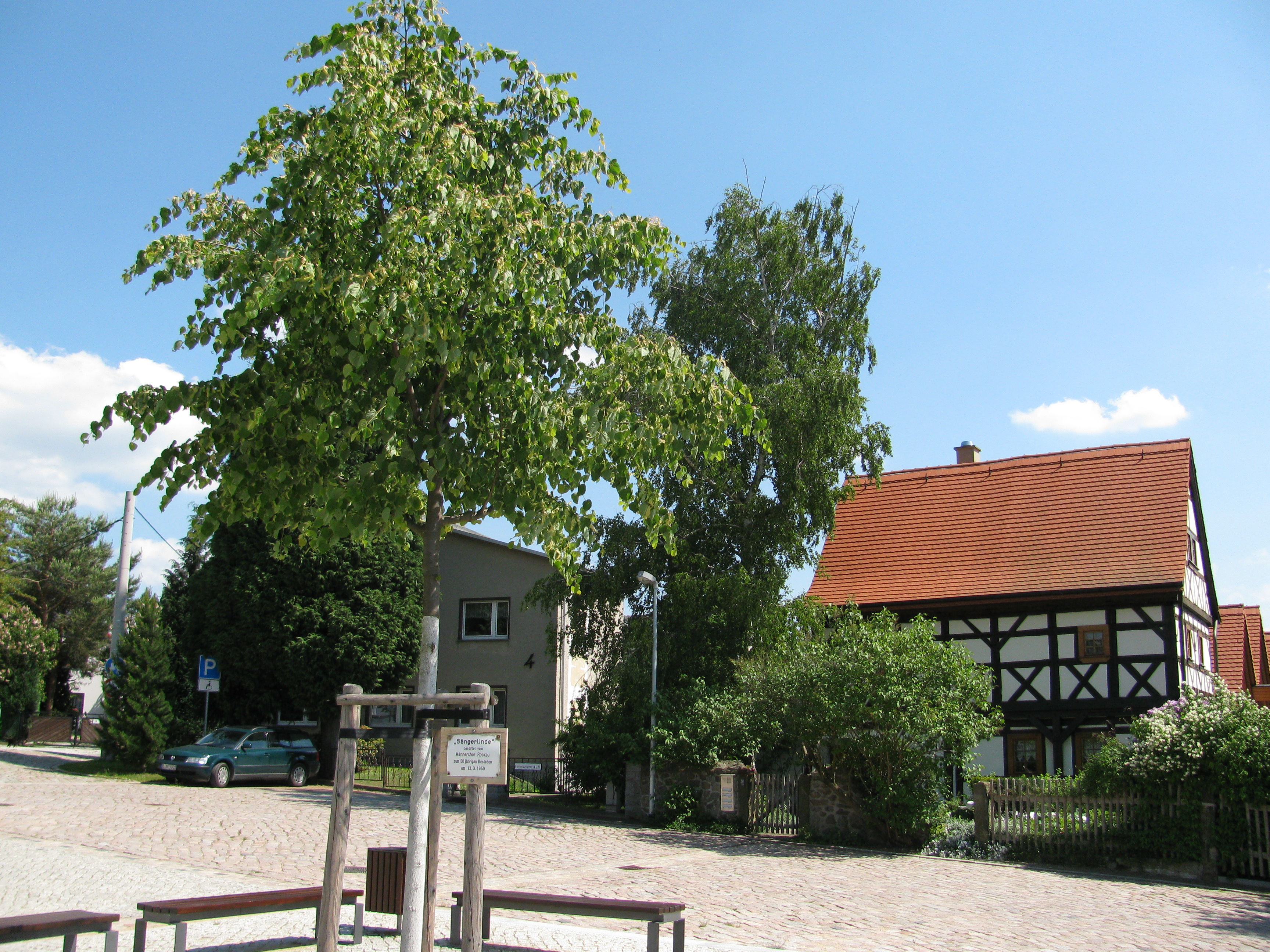
Dorfkern mit der „Sängerlinde“

Besonders der Süden der Ortslage mit dem alten Dorfkern zeigt einen dörflichen Charakter, wogegen der Nordteil eher die Züge eines Wohnsiedlungsvororts aufweist, da er mit Ein- oder kleineren Mehrfamilienhäusern bebaut  ist. Der Dorfkern an der Straße Am Dorfplatz weist mehrere erhaltene historische Bauerngehöfte auf. Benachbarte Gemarkungen sind die Dresdner Ortsteile Pappritz im Nordwesten, Gönnsdorf im Norden, Cunnersdorf im Nordosten, Schönfeld im Osten und Malschendorf im Südosten. Im Süden und Westen grenzen die Stadtteile Hosterwitz und Niederpoyritz an, die beide jedoch bereits zum Stadtbezirk Loschwitz gehören. Rockau gehört zum statistischen Stadtteil Gönnsdorf/Pappritz.
Die wichtigste Straße von Rockau, das abseits von Kreis- und sonstigen Durchgangsstraßen liegt, ist der Rockauer Ring, der weite Teile des Ortes einschließt. Von ihm zweigen der Mittelweg und die Straße Am Preßgrund ab. Außerdem führen zwei Straßen über Helfenberg nach Cunnersdorf sowie über Eichbusch nach Schönfeld; eine direkte befahrbare Verbindung ins nahe Elbtal fehlt. Weitere benannte Straßen bestehen in Helfenberg und Eichbusch (siehe dort). Einziges öffentliches Verkehrsmittel in Rockau ist die vom Verkehrsdienstleister Müller Bus betriebene Buslinie 98B, die zwischen Niederpoyritz und Weißig verkehrt.

## Geschichte

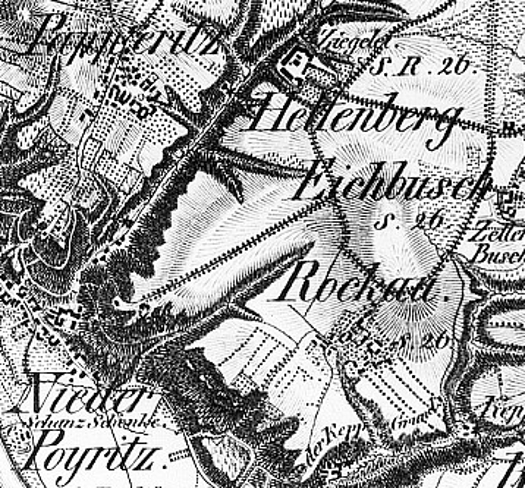
Rockau mit seinen Nachbardörfern
auf einer Karte von 1821

Der mit einer Blockflur ausgestattete Rundling Rockau wurde 1350 als Rakowe erstmals urkundlich erwähnt. Dieser Ortsname ist altsorbischen Ursprungs und bezieht sich auf Rak, den Namen des örtlichen Lokators, der etymologisch wiederum mit dem slawischen Wort für Krebse verwandt ist. Im Jahre 1378 wird das Dorf als Ragkow und 1420 als Rockaw bezeichnet. Der Ortsname entwickelte sich anschließend im 16. Jahrhundert über Rocke und Rocka hin zu der Form Racka, die für 1580 verbürgt ist. Die heutige Schreibweise des Ortsteils taucht erstmals 1791 auf.
Bereits in frühgeschichtlicher Zeit war das Gebiet besiedelt. Davon zeugen unter anderem Reste einer Wehranlage im äußersten Süden der Flur. Im Mittelalter gründeten slawische Siedler das Dorf Rockau. In der Zeit seiner Ersterwähnung in der Mitte des 14. Jahrhunderts unterstand es Johannes de Ketschbrode, einem Grundherrn aus dem heutigen Radebeuler Stadtteil Kötzschenbroda. Einige Jahre später wurden die Burggrafen von Dohna mit Rockau belehnt. Ab 1477 zählte es dann zum Einflussbereich des Rittergutes Helfenberg, das ab spätestens 1606 bis ins 19. Jahrhundert hinein in Rockau ein Vorwerk besaß. Die von dort aus bewirtschafteten Hufen gehörten direkt zu Helfenberg, für das die Rockauer Einwohner Frondienste zu leisten hatten.
Deren Haupterwerbsquelle stellte zunächst nur die Landwirtschaft dar, später wurde auch der Weinbau bedeutend. Um die den Helfenberger Gutsherren gehörenden Weinberge entlang der Elbhänge zu unterhalten, siedelten sich im Keppgrund mehrere Häusler an; 1717 standen dort vier Anwesen. Erhalten blieb am Ende der Straße An der Försterei an der Westspitze der Rockauer Flur ein altes Presshaus aus dem Jahr 1673, das sich in einem renovierungsbedürftigen Zustand befindet. Um das Jahr 1900 diente es als Forsthaus. Seit 1836 besteht die Lindenschänke, eine historische Ausflugsgaststätte.

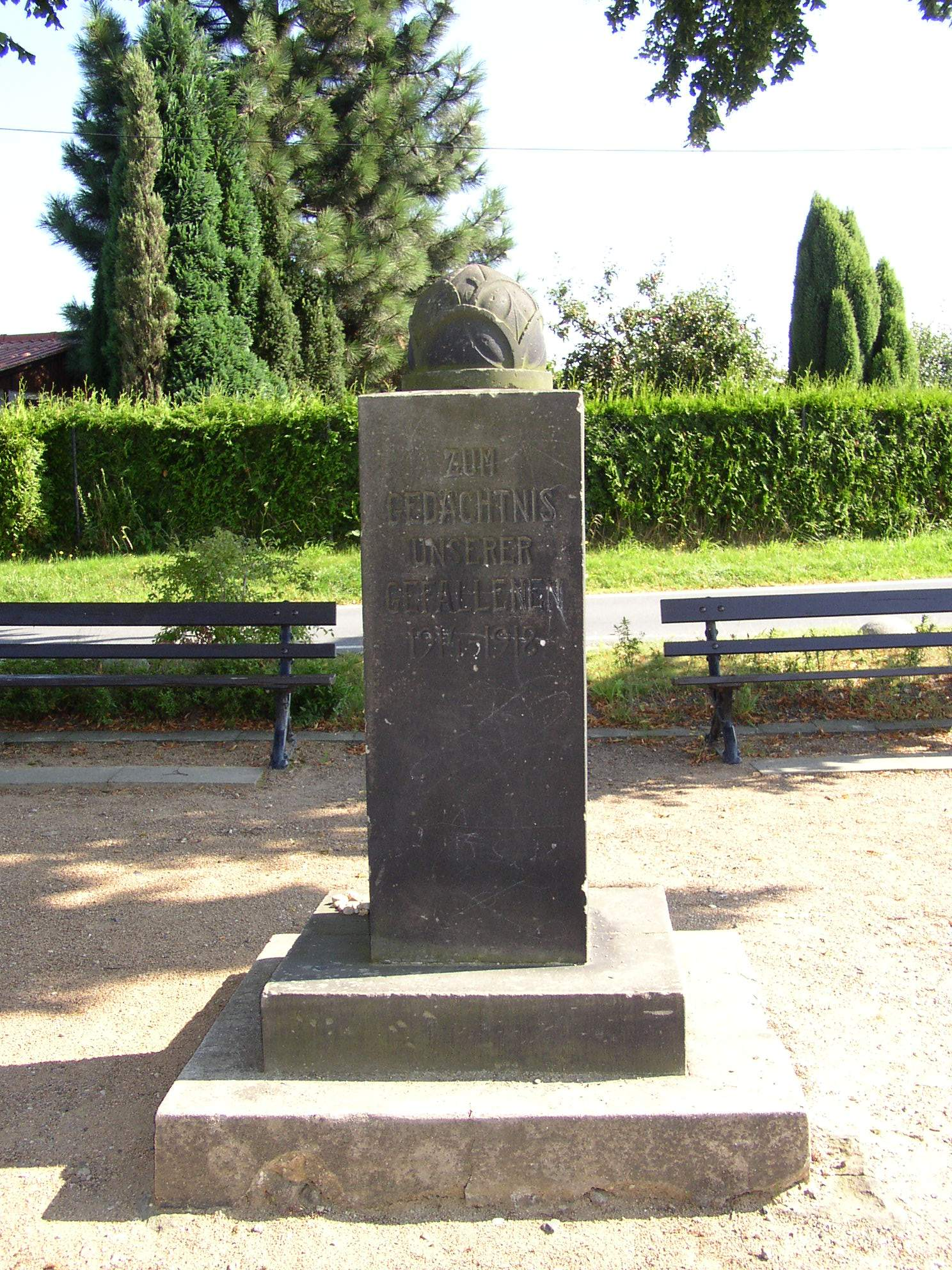
Denkmal für die gefallenen Soldaten im Ersten Weltkrieg
(Kulturdenkmal)

Administrativ gehörte Rockau zunächst zum Castrum und später zum Amt beziehungsweise zur Amtshauptmannschaft Dresden. Es liegt und lag in der Parochie sowie anfänglich auch im Schulbezirk von Schönfeld, dem zentralen Ort des Hochlands. Ab 1908 hatte Rockau ein halbes Jahrhundert lang bis zu deren Schließung eine eigene Schule. Nachdem die grundherrlichen Rechte ausgelaufen waren, wurde Rockau zu einer selbständigen Landgemeinde, deren Flur-Gesamtfläche im Jahr 1900 zusammen mit den damals selbständigen Orten Eichbusch und Helfenberg insgesamt 305 ha betrug.
In den Jahren 1904 und 1905 wohnte Otto Mueller, ein Expressionist und späteres Mitglied der Künstlergruppe Die Brücke, mehrere Monate lang in Rockau. Sein früheres Wohnhaus befindet sich An der Kucksche 14; vor Ort erinnert heute eine bronzene Gedenktafel an ihn. Ein von Edmund Schuchardt geschaffenes Denkmal ist den im Ersten Weltkrieg gefallenen Einwohnern Rockaus gewidmet. Bis ins 20. Jahrhundert stand etwa am Standort des Denkmals die einer alten Sage zufolge 1488 gepflanzte Rockauer Linde als einstiges Wahrzeichen des Ortes.
Nachdem sich Dresden durch die Eingemeindung von Wachwitz im Jahr 1930 bis fast an die Gemeindegrenze Rockaus ausgedehnt hatte, entstanden auch in Rockau neue Siedlungshäuser. Infolge der nach dem Zweiten Weltkrieg durchgeführten Bodenreform, in deren Rahmen der örtliche Großgrundbesitz unter anderem an mehrere Neubauern verteilt wurde, kamen für diese mehrere neue Eindachgehöfte hinzu. Nach 1945 wurden außerdem Eichbusch und Helfenberg eingemeindet, da das Rittergut enteignet worden war. Anfang der 1990er Jahre wurde am Rand des Dorfes die Wohnsiedlung Am Preßgrund errichtet. Am 1. Januar 1994 schloss sich Rockau mit weiteren Gemeinden seines Umlands zu Schönfeld-Weißig zusammen. Durch die Auflösung des Kreises Dresden-Land zum 1. Januar 1996 kam es zum Landkreis Sächsische Schweiz. Exakt drei Jahre später wurde es als Teil Schönfeld-Weißigs nach Dresden eingemeindet und bildet seither einen Ortsteil der Landeshauptstadt. Zwischen 2006 und 2008 wurde der Rockauer Dorfplatz erneuert.

### Einwohnerentwicklung

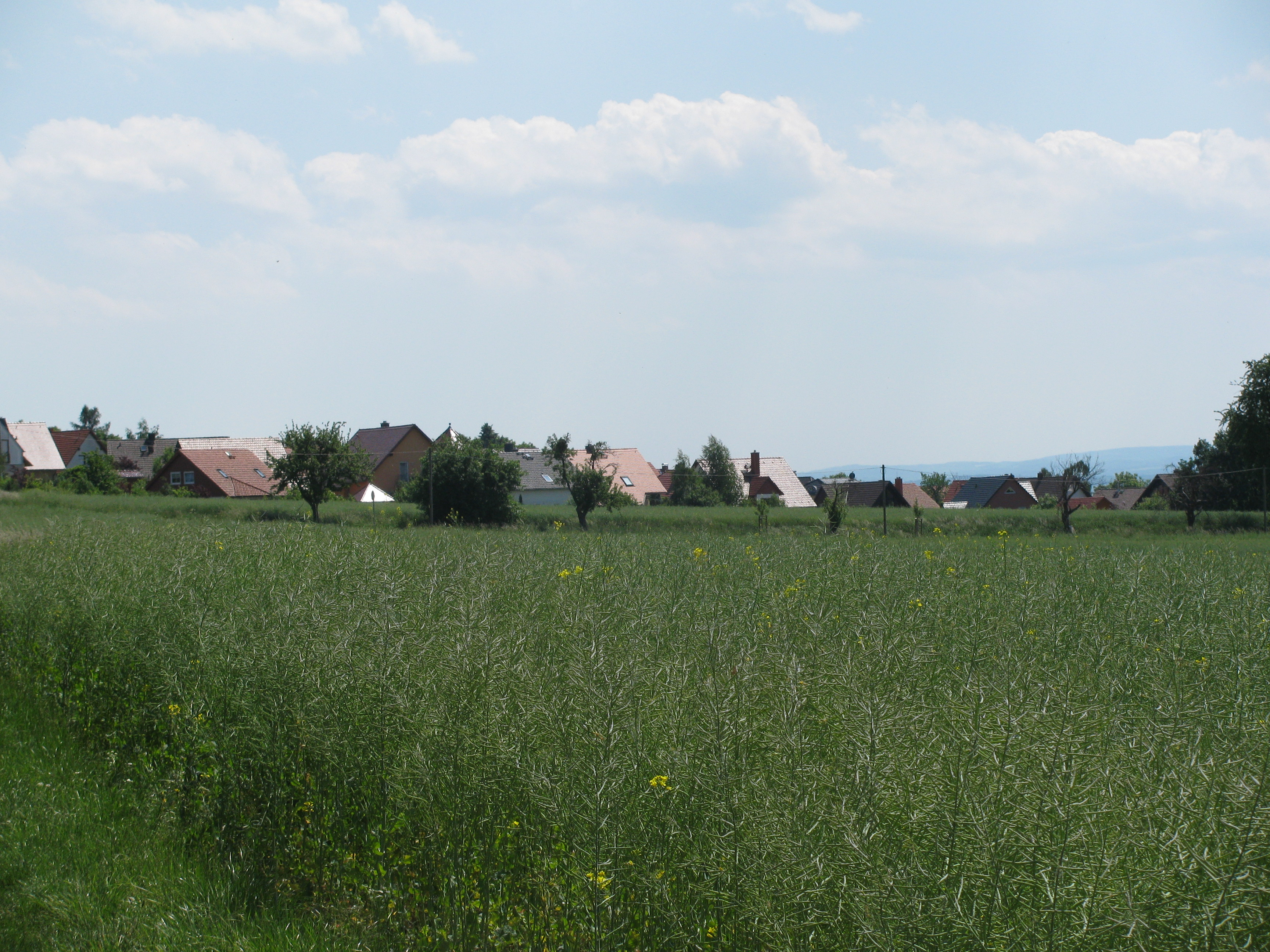
Wohnsiedlung Am Preßgrund, volksmundlich der „Schuldenberg“

| Jahr   | Einwohner                                 |
| ------ | ----------------------------------------- |
| 1552   | 11 besessene Mann, 11 Inwohner            |
| 1764   | 1 besessener Mann, 10 Gärtner, 17 Häusler |
| 1834   | 190                                       |
| 1871   | 116                                       |
| 1890   | 129                                       |
| 1910 ¹ | 405                                       |
| 1925 ¹ | 444                                       |
| 1939 ¹ | 497                                       |
| 1946 ¹ | 580                                       |
| 1950 ¹ | 593                                       |
| 1964 ¹ | 503                                       |
| 1990 ¹ | 339                                       |

¹ mit Eichbusch und Helfenberg

## Personen
- Eduard Dreher (* 29. April 1907 in Rockau; † 13. September 1996 in Bonn), Jurist
- Ray van Zeschau (* 12. April 1964 in Sofia), deutscher Sänger, Fotograf, Filmschaffender und Journalist, wohnte von 1993 bis 1996 in Rockau